# Arnebia baldshuanica
Arnebia baldshuanica là loài thực vật có hoa trong họ Mồ hôi. Loài này được Schischk. ex Nevski mô tả khoa học đầu tiên.